# Oriol capnegre occidental
L'oriol capnegre occidental (Oriolus brachyrynchus) és un ocell de la família dels oriòlids (Oriolidae).

## Hàbitat i distribució
Habita els boscos de l'Àfrica central i occidental, a Guinea, Sierra Leone, Libèria, Costa d'Ivori, Ghana, Togo, Nigèria i sud del Camerun, Guinea Equatorial, el Gabon, República del Congo, centre de la República Centreafricana i sud de Sudan, nord i nord-est de la República Democràtica del Congo, Uganda i oest de Kenya cap al sud fins al nord-oest d'Angola i sud i est de la República Democràtica del Congo.